# Ste Lisa Blues
Ste Lisa Blues (France) ou Les Blues de Lisa (Québec) (Moaning Lisa) est le 6e épisode de la première saison de la série télévisée d'animation Les Simpson.

## Synopsis
En se réveillant un matin, Lisa se sent très déprimée. Elle essaye d'exorciser sa tristesse avec un peu de créativité, ce que son professeur de musique M. Largo n'apprécie pas vraiment. Son professeur de gymnastique, tout aussi incompréhensif, a envoyé une lettre aux parents de Lisa pour les informer qu'elle a refusé de participer au jeu de l'esquive. Pendant ce temps, Homer et Bart jouent à un jeu de boxe. Avec ses 48 victoires et aucune défaite, Bart n'utilise seulement qu'un round pour vaincre le boxeur Homer. Alors qu'Homer perd face à Bart, Marge lui donne la lettre du professeur de Lisa. Homer ne comprend pas les inquiétudes existentielles de Lisa et Marge lui dit de voir le bon côté des choses, mais rien de ce que ses parents disent ne réconforte Lisa.
Une nuit, alors qu'elle entend une musique au loin, Lisa sort de sa chambre et suit le son. Elle fait alors la rencontre du saxophoniste Murphy Gencives Sanglantes qui joue du blues. Murphy explique à Lisa comment exprimer sa tristesse avec un saxophone et joue avec elle jusqu'à ce que Marge la trouve et s'exclame qu'elle était très inquiète et qu'elle ne veut plus qu'elle traîne avec cet homme. Plus tard, Marge dépose Lisa à l'école et lui dit de sourire même si elle se sent triste. Mais comme ses camarades profitent de la situation, elle lui dit que c'est mieux qu'elle soit elle-même. Quand Lisa a entendu cela, elle est tout de suite devenue heureuse.
Pendant ce temps, Homer prend des leçons avec le meilleur joueur de la ville, un enfant nommé Jojo, pour gagner sa revanche contre Bart. Juste au moment où il allait gagner la partie, Marge débranche la télévision pour annoncer la découverte de Lisa. Voyant l'opportunité de garder son statut d'invaincu, Bart annonce avec joie qu'il se retire de la boxe, ce qui fait pleurer Homer. Plus tard, les Simpson visitent le Trou à jazz pour entendre Murphy Gencives Sanglantes chanter une chanson écrite par Lisa.